# Yamada Tarō monogatari
Yamada Tarō monogatari è un dorama stagionale estivo in 10 puntate di TBS mandato in onda nel 2007, con Kazunari Ninomiya che interpreta la parte del protagonista. Il dorama è tratto da una serie manga creata da Ai Morinaga pubblicata a partire dal 1996. 
Nel 2001 ne era già stata fatta una versione live action cinese in 45 episodi.

## Trama
Taro è un ragazzo apparentemente molto fortunato; è intelligente, atletico ed anche bello ed affascinante. Sembra davvero possedere tutte le qualità più positive, ma ha un problema di difficile soluzione: a causa delle sconsiderate abitudini finanziarie dei genitori si trova ad essere povero in canna. In tutti i modi cerca di tenere nascosta la cosa ai compagni di scuola, che lo credono un tipo modesto e che non si dà arie pur essendo ricco e bello.
Come matricola usufruisce di una borsa di studio in un prestigioso istituto privato; tuttavia, quando sta a casa, si ritrova a dover accudire ai suoi sei fratellini minori, con i quali condivide un'unica cameretta da letto.
La storia segue le tragicomiche vicende di Taro mentre affronta e cerca di risolvere i vari problemi che gli si presentano a causa delle sue condizioni economiche disagiate.

## Protagonisti
- Kazunari Ninomiya - Tarō Yamada (17)
- Shō Sakurai - Takuya Mimura (17)
- Mikako Tabe - Takako Ikegami (17)
- Mitsuru Matsuoka - Kazuo Yamada (32)
- Kazue Fukiishi - Torii Kyoko
- Yu Yoshizawa
- Haruna Kojima
- Shūgo Oshinari - Sugiura Keichi (17)
- Chihiro Otsuka - Nakai Masami (17)
- Hiroaki Fukui - Shinosuke Osaki
- Rie Shibata - Maria Ikegami
- Naomasa Musaka - Ryunosuke Ikegami
- Akihiro Yarita - Jiro Yamada
- Ken Utsui - Ichinomiya
- Ryōsuke Takahashi - Shin Okubo
- Naomi Nishida - Tsuyuko Mimura
- Takeru Shibuya - Mutsumi Yamada
- Shintaro Yamada - Masaki Ando
- Sayaka Ogata - Honoka Kashiwagi
- Tsubaki Nekoze
- Chihiru Yarita
- Momoko Kikuchi - Ayako Yamada (38)
- Risako Tokoro - Chikako Hoshino (17)
- Shigehito Tanaka - Shoichiro Sasaki (17)
- Aoi Takano - Junko Sugawara (17)
- Takuya Inoue - Akira Serizawa (17)
- Risa Shirasawa - Mari Miyake (17)
- Yūya Fukuda - Ryunosuke Koizumi (17)
- Kasumi Irifune - Saori Fujita (17)
- Atsushi Harada - Tsubasa Kinoshita (17)
- Jun Hamada - Karin Eto (17)
- Masaki Naito - Ryusei Harukawa (17)
- Toshiki Ayata
- Kazuaki Hankai
- Asami Mizukawa - ep.6
- Satoshi Ohno - ep.10
- Akaji Maro
- Asami Tano
- Naoya Shimizu

## Episodi
| Nº | Giapponese 「Kanji」 - Rōmaji                                                            | In onda           | In onda |
| Nº | Giapponese 「Kanji」 - Rōmaji                                                            | Giapponese        |         |
| 1  | 「麗しの王子様は…ケタはずれのド貧乏」 - Uruwashi no ōji sama wa? keta hazure no do binbō | 6 luglio 2007     |         |
| 2  | 「潜入メイド大作戦」 - Sennyū meido dai sakusen                                          | 13 luglio 2007    |         |
| 3  | 「告白VS夢の松阪牛」 - Kokuhaku VS yume no matsusaka ushi                                | 20 luglio 2007    |         |
| 4  | 「出現!! 嵐を呼ぶ男」 - Shutsugen!! arashi o yobu otoko                                  | 27 luglio 2007    |         |
| 5  | 「灼熱!! 浴衣デート」 - Shakunetsu!! yukata dēto                                         | 3 agosto 2007     |         |
| 6  | 「兄ちゃん一目ボレ」 - Nīchan hitomebore                                                 | 10 agosto 2007    |         |
| 7  | 「大波乱!! の夏合宿」 - Dai haran!! no natsu gasshuku                                    | 17 agosto 2007    |         |
| 8  | 「ド貧乏がバレた!?」 - Do binbō ga bare ta!?                                             | 24 agosto 2007    |         |
| 9  | 「号泣!! 最大の決断」 - Gōkyū!! saidai no ketsudan                                       | 7 settembre 2007  |         |
| 10 | 「サヨナラ貧乏王子最後の挑戦そして…」 - Sayonara binbō ōji saigo no chōsen soshite?      | 14 settembre 2007 |         |

## Versione taiwanese
Il Drama taiwanese è intitolato Poor Prince (cinese: 貧窮貴公子; pinyin: Ping Qiong Gui Gong Zi) ed è andato in onda da agosto a novembre del 2001 in 45 episodi.